# 1976 في نيجيريا
فيما يلي قوائم الأحداث التي وقعت خلال عام 1976 في نيجيريا.

## سياسة

### انتهاء فترة المنصب
- 13 فبراير – أولوسيجون أوباسانجو نائب رئيس نيجيريا [الإنجليزية]‏.

## مواليد

### فبراير
- 27 فبراير – نيكي أموكا بيرد ممثلة بريطانية.

### يوليو
- 14 يوليو – فرانكلين إجوبي ملاكم نيجيري.

### أغسطس
- 1 أغسطس – نوانكو كانو لاعب كرة قدم نيجيري.
- 1 أغسطس – إبراهيم بابانجيدا لاعب كرة قدم نيجيري.

### سبتمبر
- 2 سبتمبر – مومودو موتاير لاعب كرة قدم نيجيري.

### ديسمبر
- 1 ديسمبر – موبي أوباراكو لاعب كرة قدم نيجيري.
- 30 ديسمبر – ويلسون أوروما لاعب كرة قدم نيجيري.

## وفيات

### فبراير
- 13 فبراير – مورتالا محمد (مواليد 1938)